# Битва на Туговой горе
Битва на Ту́говой горе — полулегендарная битва между жителями Ярославля и ордынцами, произошедшая в 1257 году под городом.
В 1257 году на Руси, как и в других подвластных монголам странах, по приказу великого хана Мунке, была организована перепись населения для более эффективного рекрутирования воинов и сбора налогов. Разорённые карательной экспедицией 1252 года («Неврюева рать») города Северо-Восточной Руси почти не предпринимали попыток к сопротивлению.

За «непочтительное отношение» к монгольским «численникам» со стороны ярославцев, из орды против них было отправлено крупное карательное войско. Жители Ярославля под предводительством своего князя Константина Всеволодовича встретили ордынцев на подступах к городу, на месте ныне называемом Туговой горой. Не имевшие шансов на победу в связи с огромным численным перевесом ордынцев, ярославцы были разбиты, понеся большие потери, погиб и князь. Ярославль был жестоко разорён. По местному преданию, когда 
неприятель ушел, тотчас явились новые толпы на его месте: то были жены, дети, друзья положивших здесь свои головы; звук мечей и военных труб заменился стоном и воплями безутешной скорби осиротевших. Тела убитых были преданы земле, но память о защитниках Родины погребена в сердцах сограждан, и долго-долго после того сходились из города на место сражения плакать и тужить об убитых. Эта продолжительная сильная туга или скорбь и дала роковой горе название Туговой.
 На месте битвы в 1692 году была построена церковь Параскевы Пятницы, где по погибшим воинам ежегодно служатся панихиды, на Туговогорском кладбище в память о сражении воздвигнут крест.
Историки подвергают сомнению сам факт битвы, но до сих пор на Туговой горе не проводилось никаких археологических и палеографических исследований.